# X-Men

Logo der Comicserie X-Men

Die X-Men [ˈɛksmen] sind eine Gruppe von Superhelden, die in Comics des Marvel-Verlages auftreten. Die X-Men wurden von Stan Lee und Jack Kirby geschaffen und erschienen erstmals in X-Men #1 (September 1963). Die ursprüngliche Version des Teams konnte keinen großen kommerziellen Erfolg erzielen, trotz der Arbeiten von Comicgrößen wie Roy Thomas und Neal Adams. 1975 wurden die X-Men von Dave Cockrum, Len Wein und Chris Claremont neu interpretiert. Die All New All Different X-Men fanden bald ihr Publikum und wurden zur erfolgreichsten amerikanischen Comicserie der 1980er- und 1990er-Jahre. Der Erfolg der ersten Serie führte zum Start zahlreicher Nebenserien, die unterschiedlich gut vom Publikum aufgenommen wurden.
Seit den frühen 1990er Jahren haben die X-Men auch ihren Weg in andere Medien gefunden. Neben Zeichentrickserien und Videospielen erschienen bisher zwölf Hollywoodfilme.
Die X-Men bilden eine Gruppe in der Welt der Mutanten – Menschen, die dank ihres besonderen Gencodes übermenschliche Fähigkeiten besitzen. Mutanten werden von normalen Menschen oft gehasst, sei es aus Fanatismus oder aus Angst, dass sie die Menschheit unterwerfen oder gar als dominante Spezies ablösen könnten. Diese Angst wird von verschiedenen Mutanten genährt, die ihre Kräfte für ihre eigenen Ziele nutzen oder die Menschen hassen. Um die menschliche Umwelt vor diesen böswilligen Mutanten zu schützen, hat Charles Francis Xavier (Professor X) die X-Men-Gruppe gegründet. Der Erzfeind der X-Men ist der Superschurke Magneto.
Diese Konstellation zeigt die gesellschaftspolitischen Untertöne der Serien: Mutanten werden oft als Metapher für unterdrückte Minderheiten gesehen. Xavier wird oft mit dem afro-amerikanischen Bürgerrechtler Martin Luther King Jr. verglichen, Magneto mit dem militanteren Malcolm X.

## Geschichte

### 1960er-Jahre

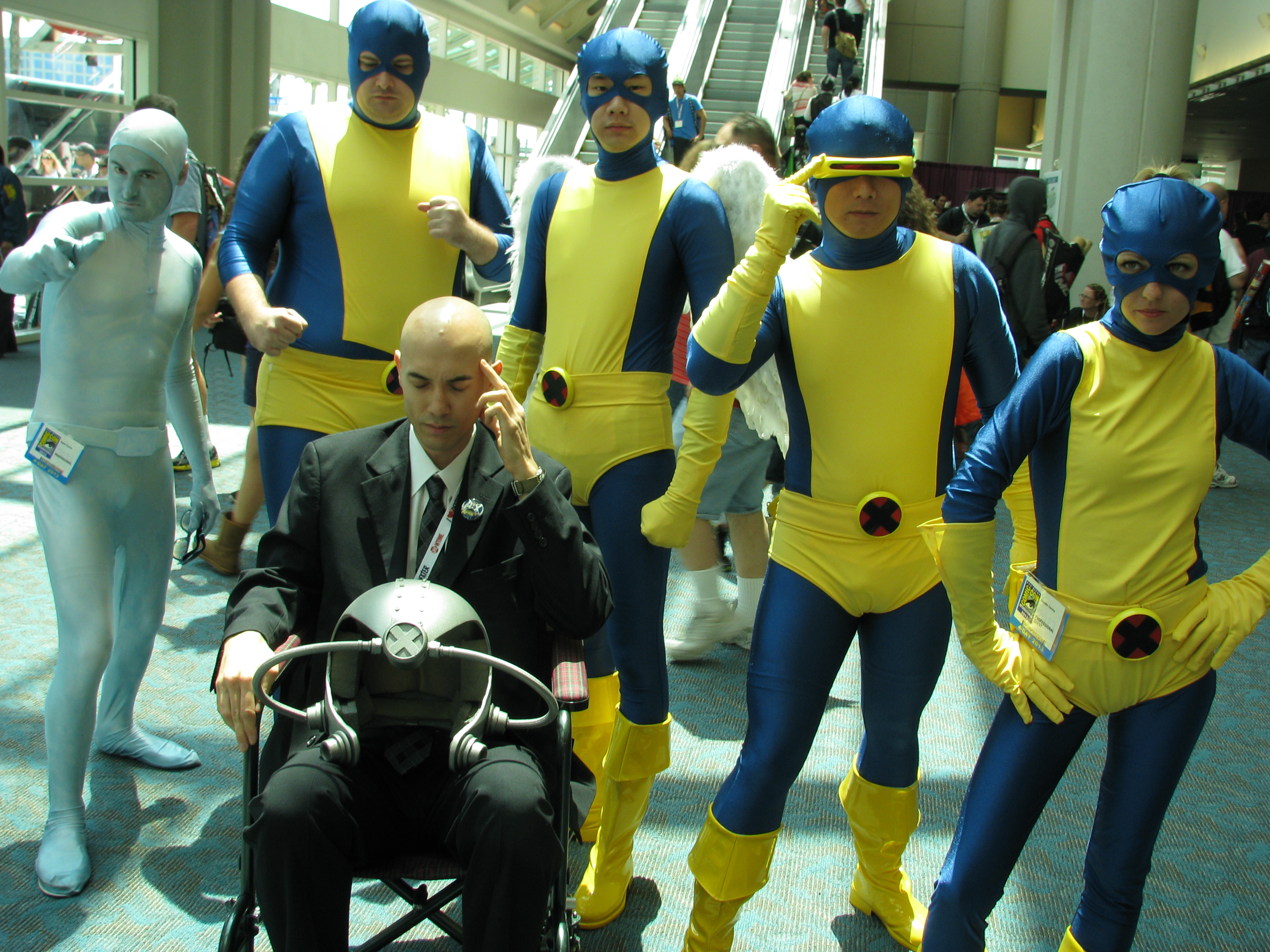
Cosplayer der originalen X-Men aus 1963 in ihren blau-goldenen, maskierten Uniformen. Von links nach rechts: Iceman, Beast, Professor X (sitzend), Angel, Cyclops, Marvel Girl

Im September 1963 wurde The X-Men #1 von Autor Stan Lee und Mitautor und Zeichner Jack Kirby veröffentlicht. Unter dem Deckmantel einer „Schule für junge Begabte“ bildet der querschnittgelähmte Telepath Charles Francis Xavier (Professor X) in Westchester County, New York, fünf mutierte Teenager in der Nutzung ihrer Superkräfte aus: Cyclops (Scott Summers, unkontrollierte Augenstrahlen), den geflügelten Angel (Warren Worthington III), den affenartigen, aber hochintelligenten Beast (Hank McCoy), Iceman (Bobby Drake, Eiskräfte) sowie Marvel Girl (Jean Grey), eine Telekinetin und Telepathin. Anfangs tragen sie alle dieselbe blau-goldene Uniform mit Maske, und es wurde etabliert, dass sie alle einen sog. X-Faktor im Erbgut enthielten, der für ihre Superkräfte verantwortlich war. Laut Stan Lee war dies ein Vorwand, um sich nicht für jede Figur eine neue Vorgeschichte ausdenken zu müssen. Der Erzfeind der X-Men, der rassistische und mit Magnetkräften ausgestattete Magneto, taucht ebenfalls bereits in The X-Men #1 auf. The X-Men #4 zeigte Magnetos Team, eine Terrorgruppe mit dem Namen Brotherhood of Evil Mutants (Bruderschaft der bösen Mutanten). Zudem plante Lee anfangs, dass Magneto der Bruder von Professor X sei, dies wurde aber nie konkretisiert.
Ein möglicher Vorläufer des Konzepts einer Schule für Mutanten war 1953 im Science-Fiction-Roman Children of the Atom von Wilmar Shiras aufgetaucht. Die Hauptfiguren dieses Romans waren Kinder, die das ungewollte Ergebnis eines Experiments mit genetischer Mutation waren. Die Bezeichnung „Children of the Atom“ wurde oft in Zusammenhang mit den X-Men verwendet (u. a. im Videospiel X-Men: Children of the Atom oder in einer gleichnamigen Miniserie von Joe Casey), ein konkreter Zusammenhang wurde aber nie nachgewiesen.
In The X-Men #14 wurden die Sentinels eingeführt, Mutanten jagende Kampfroboter des finsteren Wissenschaftlers Bolivar Trask, die häufig in nachfolgenden Comics und später u. a. im Film X-Men: Zukunft ist Vergangenheit vorkamen. Nachdem Lee und Kirby 1966 aus der Serie ausgestiegen waren, wurde sie von Roy Thomas und Werner Roth übernommen. Bald wurde der Name der Serie in Uncanny X-Men (dt.: die unheimlichen X-Men) erweitert. In den späten 1960ern kamen Jim Steranko und Neal Adams hinzu, um die nur mäßig laufende Serie aufzupäppeln. Sie führten neue Mutanten ein, u. a. Banshee (Sean Cassidy; Superkräfte: Schallschreie), Havok (Alex Summers, der Bruder von Scott Summers; Plasmakräfte) sowie Polaris (Lorna Dane; Magnetkräfte). Obwohl die Verkäufe stiegen, hörte Marvel mit Ausgabe #66 zunächst auf, neue X-Men-Geschichten zu produzieren. Bis zur #93 wurden die Hefte mit Nachdrucken alter Geschichten gefüllt. Die einzigen neuen Auftritte der X-Men waren Gastspiele in anderen Marvel-Serien, u. a. Avengers und Fantastic Four.

### 1970er-Jahre

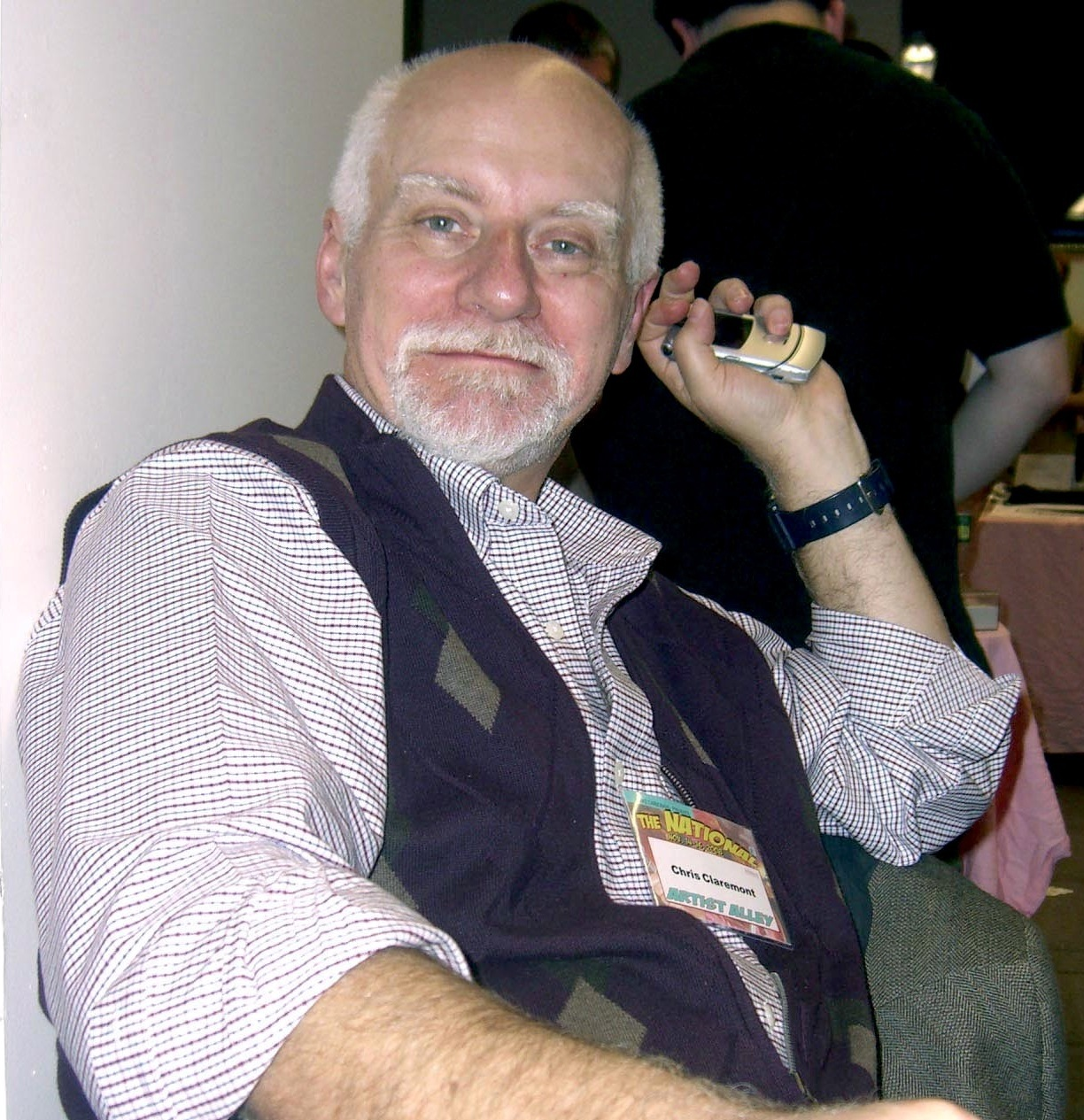
Chris Claremont verfasste 16 Jahre lang X-Men-Geschichten mit starken weiblichen Figuren.

In den Anfangsjahren der 1970er blieben die Verkäufe der X-Men-Comics niedrig, bis Autor Len Wein 1975 in Giant Size X-Men #1 das Team umkrempelte und neue Mutanten einführte, die aus aller Welt stammten und z. T. wesentlich älter als die ursprünglichen X-Men waren: den teufelsähnlichen, aber tiefreligiösen deutschen Teleporter Nightcrawler (Kurt Wagner), den aus der Sowjetunion stammenden Metallmenschen Colossus (Piotr Rasputin) sowie die aus Kenia stammende Wetterhexe Storm (Ororo Munroe). Man führte den aus Kanada stammenden Wolverine (zunächst „Logan“, später: James Howlett) neu ein, der zuvor in der Marvel-Serie Hulk eine Nebenfigur gewesen war. Wolverine etablierte sich als der populärste X-Man und als einer der beliebtesten nordamerikanischen Comichelden überhaupt. Als Wein den Comic verließ, um Vollzeit-Schriftsteller zu werden, fügte sein Nachfolger Chris Claremont die schottische Mutantenexpertin Dr. Moira MacTaggert und Lilandra hinzu, die Königin der außerirdischen Shi’ar, die Xaviers Geliebte wird. Claremont, der ein Faible für starke, unabhängige Frauen hatte, schrieb mit seinem Kollegen John Byrne viele Geschichten, in denen weibliche Helden wie Marvel Girl oder Storm die Welt retten. Ein Beispiel bildet die Phoenix Saga (1976–1977), in der sich Marvel Girl scheinbar opfert, um ihre Kollegen zu retten, aber als mächtige Phoenix wiedergeboren wird.
Im von Paul McCartney geschriebenen Lied Magneto and Titanium Man auf dem Album Venus and Mars taucht, inspiriert von den Marvel-Comics, neben Magneto und Titanium Man (einer von Iron Mans Gegnern) auch der Schurke Crimson Dynamo auf.
Claremont selbst kommentierte 2013, dass er die X-Men von Anfang an „einfach cool“ fand und besonderen Spaß daran hatte, ihr Privatleben auszuformen. Zudem bevorzugte er längere Handlungsstränge mit vielen versteckten Andeutungen, auf die er im Laufe späterer Ausgaben spontan zurückgreifen konnte.

### 1980er-Jahre
Claremonts Höhepunkt kam in der Dark Phoenix Saga (1980), in der er Jean Grey/Phoenix durch den schurkischen Hellfire Club entführen lässt, der sie zu seinem Werkzeug machen will. Jean wird zur wahnsinnigen Dunklen Phönix, erlangt satansähnliche Kräfte und zerstört ein bewohntes Sonnensystem, ehe sie wieder zu Sinnen kommt. Als Lilandra sie widerwillig als Massenmörderin richten lässt, geht sie freiwillig in den Tod. Diese Story, auf der der Film X-Men 3 im Wesentlichen basiert, wurde häufig zu einer der besten Marvel-Stories gewählt. Beim Hellfire Club und der Verwandlung von Jean Grey in einen schwarz gekleideten Vamp handelte es sich um eine Hommage an die Folge A Touch of Brimstone aus der TV-Serie Mit Schirm, Charme und Melone, in der sich Emma Peel (Diana Rigg) zur Tarnung als Dominatrix kleidet. Bei den Hellfire-Schurken Sebastian Shaw, Harry Leland, Donald Pierce, Jason Wyngarde handelte es sich um Pastichen der Schauspieler Robert Shaw, Orson Welles, Donald Sutherland sowie Peter Wyngarde. Zudem führte er ihre spärlich bekleidete, telepathisch begabte Schergin Emma Frost ein, die ihre aufreizende Montur nicht als Zeichen der Unterwerfung, sondern zur Kontrolle leicht manipulierbarer Männer ansah.
Nach Jean Greys Ableben setzte Claremont weiterhin auf starke weibliche Persönlichkeiten. Er machte Storm 1980 zum Anführer der X-Men, womit sie eine der ersten Comicgruppen mit weiblichem Anführer wurden. Danach konzentrierte er sich auf den nächsten weiblichen X-Man, die US-amerikanische Jüdin Shadowcat (Kitty Pryde, kann durch Wände gehen): In Days of Future Past (1981, bildete später die Grundlage für den X-Men-Film X-Men: Zukunft ist Vergangenheit) entkommt ihr Geist einer dystopischen Zukunft, in der die Sentinels fast alle Mutanten vernichtet haben, und bringt ihr jüngeres Ich dazu, einen Anschlag der Mutantenterroristin Mystique zu stoppen. In Kitty Pryde and Wolverine (1984-5) rettet sie ihren Vater vor der Yakuza. In dieser Zeit arbeitete Claremont die tragische Hintergrundgeschichte von Magneto aus, der als Überlebender des Holocaust dargestellt wurde, sich mit den X-Men aussöhnte und nach Charles Xaviers zeitweiligem Weggang sogar ihr Anführer wurde. Auch die einstige Bruderschaft-Terroristin Rogue lief über, die Kräfte anderer Mutanten durch Berührung stehlen kann, und aus der Marvel-Serie Captain Britain kam die Britin Psylocke (Betsy Braddock) hinzu, die durch bionische Manipulation später zu einer japanischen Psi-Ninja umgeformt wurde. Eine weitere bemerkenswerte Geschichte war God Loves, Man Kills (1982) über den Aufstieg und Fall des Mutanten hassenden Priesters William Stryker, die später die Grundlage zum Film X-Men 2 darstellte. Andere Figuren, die in diesem Jahrzehnt eingeführt wurden, waren der finstere Genetiker Mr. Sinister, der Jean Greys Klon namens Madelyne Pryor erschuf, die vorlaute asiatische Mutantin Jubilee (Jubilation Lee; Feuerwerkskräfte), der Mutantenrebell Longshot sowie die Terrorgruppe Reavers. Während des Crossovers Fall of the Mutants (1988) starben die X-Men scheinbar, wurden aber tatsächlich nach Australien verschlagen.
In diesem Jahrzehnt wurden die ersten Spin-offs der X-Men-Serie veröffentlicht, u. a. Wolverine, die Einzelserie der gleichnamigen Figur, die New Mutants, die neue, jüngere Mutanten einführte, Alpha Flight sowie Excalibur, die jeweils kanadische bzw. britische Mutantenteams einführten, und X-Factor, die das ursprüngliche X-Men-Team der 1960er-Jahre in den Fokus rückte. Hierbei vollführte Autor Kurt Busiek 1986 einen Kunstgriff: Um Jean Grey wieder einführen zu können, die in der Dark Phoenix Saga als Massenmörderin gestorben war, etablierte er, dass seit der ersten Phönix-Saga (1976-7) nicht Jean, sondern ein Energiewesen namens Phoenix Force agiert hatte, das ihr täuschend ähnlich sah. Die echte Jean lag in einem Koma, aus dem sie nun erwachte. Diese Wiederauferstehung wurde u. a. von Chris Claremont kritisch gesehen.

### 1990er-Jahre

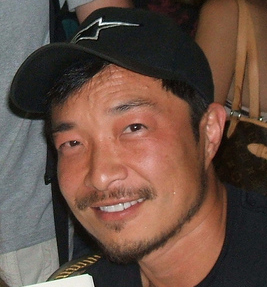
Jim Lee zeichnete mit X-Men #1 (Vol. 2) (1992) das bisher umsatzstärkste Einzelcomic.

1991 endete Claremonts 16-jährige Autorenschaft bei Uncanny X-Men, und jüngere Künstler wie Fabian Nicieza, Rob Liefeld und Jim Lee übernahmen das Ruder. Sie führten vor allem Antihelden wie den schwer bewaffneten Söldner Cable, den Gentleman-Dieb Gambit und den Sprüche klopfenden Deadpool ein, der sich zu einer der beliebtesten Figuren der jüngeren Marvel-Geschichte entwickelte. Liefeld machte aus den New Mutants die paramilitärische Eingreiftruppe X-Force, angeführt vom mysteriösen Mutanten Cable. Die Popularität von Lee und Liefeld führte dazu, dass X-Men #1 (Vol. 2) und X-Force #1 zu den bisher erfolgreichsten Superhelden-Comics wurden. Dies lag u. a. daran, dass zu dieser Zeit Spekulanten darauf bauten, mit Comics Geld machen zu können, und deshalb mehrere gleiche Hefte einer Serie kauften (→ Comic-Spekulationsblase). X-Men #1 (Vol. 2) ergab einen Umsatz von sieben Millionen US-Dollar, womit sie einen Eintrag im Guinness-Buch der Rekorde für das umsatzstärkste Einzelcomicheft erhielten. In dieser Zeit wurde die bei Fans und Kritik beliebte Cartoonserie X-Men ausgestrahlt, die ab 1992 in fünf Staffeln mit insgesamt 76 Episoden lief. Eine aus LGBT-Sicht wichtige Story wurde in jenem Jahr in Alpha Flight #106 verfasst, in der sich der frankokanadische Mutant namens Jean-Paul Beaubier (Northstar) als homosexuell outete. Ebenfalls 1992 kam es zu einem Paukenschlag, als Liefeld, Nicieza, Lee und viele jüngere Künstler gemeinsam Marvel Comics verließen und den Konkurrenzverlag Image Comics gründeten. In den Folgejahren kam es bei den X-Men-Comics zu einer Vielzahl von langen, viele X-Men-Serien umspannenden Handlungssträngen wie X-Tinction Agenda (1990), The X-Cutioners Song (1992), Phalanx Covenant (1994), Age of Apocalypse (1995), Onslaught (1996) oder Operation Zero Tolerance (1997), die von der Kritik als actiongeladen, aber oft chaotisch bezeichnet wurden.
Mitte der 1990er, nach dem Ende des Comic-Booms, wurden einige weitere X-Nebenserien gestartet, unter anderem Generation X, X-Man und weitere Soloserien bekannter Mutanten wie Cable, Gambit, Bishop und Deadpool. 1998 wurde Excalibur eingestellt und X-Factor wurde durch Mutant X ersetzt, das die Abenteuer von Havok in einer alternativen Realität erzählte.

### 2000er-Jahre
Im neuen Jahrtausend wurde das Bild der X-Men maßgeblich durch die X-Men-Filmreihe bestimmt, in denen u. a. die Oscar-Gewinnerinnen Halle Berry als Storm sowie Anna Paquin als Rogue und der Oscar-nominierte Ian McKellen als Magneto mitspielten. Hugh Jackman heimste für seine Interpretation von Wolverine durchgehend viel Lob ein. Der erste Film X-Men (2000) war der erste Marvel-Kinoerfolg überhaupt und ebnete späteren Marvel-Filmreihen den Weg. In den Comics führte Marvel Neuinterpretationen der X-Men in einem Alternativuniversum namens Ultimate X-Men von Autor Mark Millar ein, um neue Fans anzulocken, ohne dass sie vier Jahrzehnte Vorwissen mitbringen mussten. In dieser hipperen Version stammte z. B. Storm aus Harlem, war Colossus homosexuell und Magneto für Charles Xaviers Querschnittslähmung verantwortlich. Die originalen X-Men-Comics sind hingegen von Geschichten bestimmt, in denen u. a. durch Autor Grant Morrison das Schicksal der Mutanten als gesellschaftliche Gruppe thematisiert wurde (Riot at Xavier’s, House of M, Gifted, Endangered Species etc.). Zudem wechselte die langjährige X-Men-Gegnerin Emma Frost die Seiten, und viele altgediente Figuren wie z. B. Jean Grey, Colossus, Moira MacTaggert oder Psylocke wurden umgebracht, ehe sie (meistens) wieder in die Comics geschrieben wurden. Autor Joss Whedon, der Gifted schrieb, verfasste diverse Geschichten, in denen seine Lieblingsfigur Kitty Pryde im Mittelpunkt stand: Kitty war einst die Inspiration für seine Serie Buffy, und eine Buffy-Story, in der Hauptfigur Willow durch den Tod eines geliebten Menschen den Verstand verliert und zur satansähnlichen Dark Willow wird, war von der Dark-Phoenix-Saga inspiriert. Whedon wollte sogar andeuten, dass Buffy-Protagonistin Buffy Summers und der langjährige X-Men-Anführer Scott Summers miteinander verwandt seien, dies wurde letztlich nicht durchgeführt.
Neben den Filmen gab es in diesem Jahrzehnt auch zwei X-Men-Zeichentrickserien, X-Men: Es geht weiter (2000–2003, insg. 52 Folgen) sowie Wolverine und die X-Men (2009, insg. 26 Episoden). Bei X-Men: Es geht weiter handelte es sich um Teenager-Versionen von den X-Men und ihrer Gegner, deren Abenteuer mit viel Schulcomedy kombiniert wurden, während sich Wolverine und die X-Men eng an die düstere Grundstimmung der Originalcomics hielt.
Viele kleinere X-Men-Serien wie Mutant X, Generation X sowie viele Soloserien wurden eingestellt und wenig später durch Soloserien vor allem weiblicher Mutanten (Rogue, Mystique, Jubilee u. a.) sowie durch Spartenserien ersetzt, in denen u. a. jeweils zwielichtige (Weapon X), zwischen Parallelwelten reisende (Exiles) bzw. gesponserte X-Men (X-Force, später X-Statix) im Mittelpunkt standen.

### 2010er-Jahre

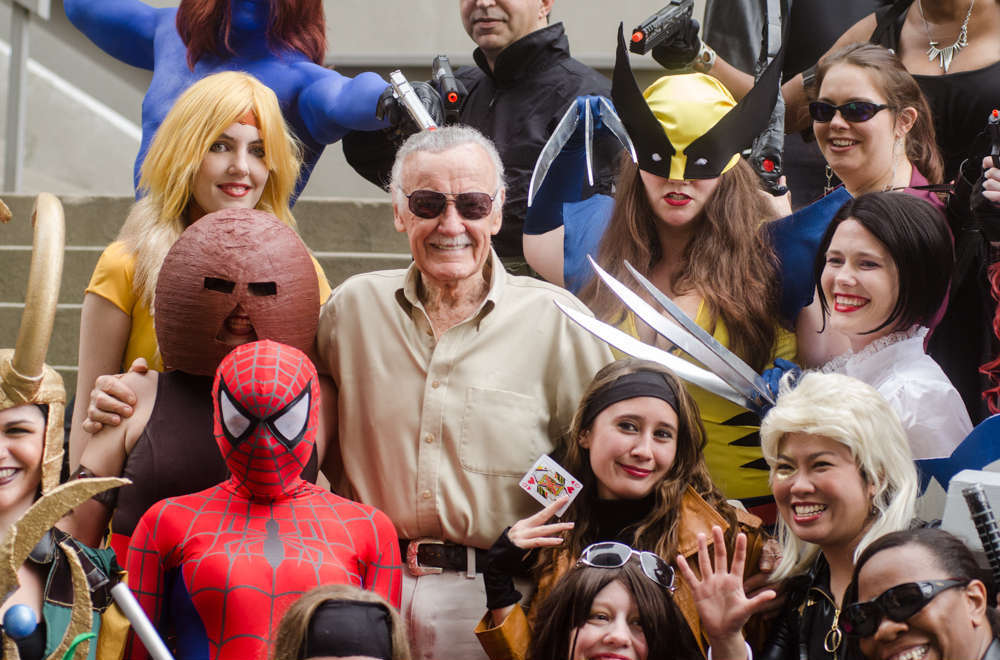
2012 posierte X-Men-Miterfinder Stan Lee (Mitte, unkostümiert) mit Cosplayern, die u. a. die X-Men-Figuren Juggernaut und Sabretooth (links) sowie Wolverine, Gambit und Storm (rechts) darstellen.

Der Beginn des Jahrzehnts stand im Zeichen von Marvel NOW!, in dem u. a. die X-Men einen Relaunch erhielten. Hierbei trafen die X-Men u. a. auf ihre jüngeren Versionen sowie auf ihre Gegenparts aus dem Ultimate X-Men-Comics. Für Aufsehen sorgte der Comic Astonishing X-Men #51 (2012), in dem der homosexuelle X-Man Northstar seinen Verlobten Kyle heiratete, drei Jahre bevor in den Vereinigten Staaten die gleichgeschlechtliche Ehe eingeführt wurde. Zudem wurde eine zweite X-Men-Filmreihe gestartet: Wieder konnten namhafte Schauspieler verpflichtet werden, u. a. die Oscar-Gewinnerin Jennifer Lawrence (Mystique), der Golden-Globe-Gewinner Peter Dinklage (Bolivar Trask) und der Oscar-nominierte Michael Fassbender (Magneto).

## Die Welt der X-Men

### Xaviers Schule

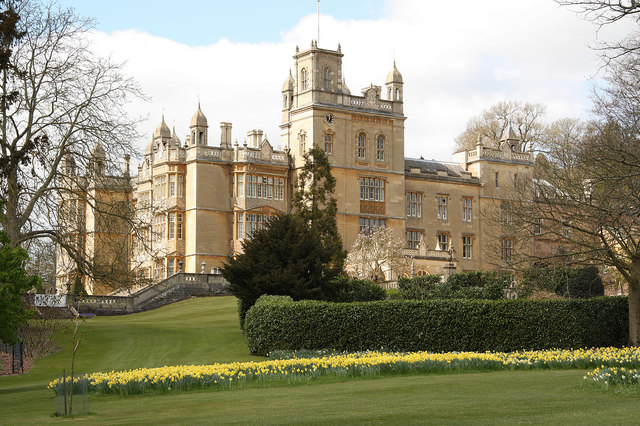
Das Englefield House im englischen Berkshire diente im Film X-Men: Erste Entscheidung als die X-Mansion.

Seit den 1960er-Jahren wird im Marvel-Universum etabliert, dass die X-Men in der X-Mansion (X-Villa) in Westchester County, New York leben, die den offiziellen Namen Xavier’s School for Gifted Youngsters trägt und „mutatis mutandis“ als Schulmotto hat. Die Schule ist das ehemalige Herrenhaus von Charles Xaviers Eltern, das er nach deren Tod geerbt und zu einem Internat für begabte Jugendliche umgebaut hat. Unter dem Gebäude ließ er, über mehrere Stockwerke verteilt, Labore und Trainingsräume einrichten. Die X-Men trainieren im sog. Danger Room (Gefahrenraum), der zunächst als Raum voller Fallen und Geschütze eingeführt wurde, bis er in späteren Versionen zu einer holografischen Simulation weiterentwickelt wurde. Zu ihren Einsätzen fliegen die X-Men üblicherweise im Blackbird, einer modifizierten Lockheed SR-71, deren Hangar sich unter dem Basketballfeld auf dem Gelände befindet.

### Cerebro
Im unterirdischen Komplex unter Xaviers Schule befindet sich Cerebro, eine Einrichtung, mit der telepathisch begabte Mutanten wie Prof. Xavier die Gehirnwellen aller Menschen und Mutanten weltweit orten und so mit ihnen in Verbindung treten können. Cerebro ist eine kugelförmige Halle, in der ein Steg vom Eingang zur Mitte der Halle führt. Dort befinden sich ein Sessel und der Steuerungscomputer, mit dem sich der Telepath mittels einer speziellen Kopfhaube verbindet. Die Innenseiten der Halle sind mit speziellen Paneelen verkleidet, die für die Wirkungsweise von Cerebro entscheidend sind. Cerebro wurde ursprünglich von Xavier und Magneto entwickelt und später von Dr. Hank McCoy weiterentwickelt. Genutzt wird Cerebro hauptsächlich von Prof. Xavier, Jean Grey, Emma Frost.

### Fiktive Orte
- Asteroid M, ein von Magneto erschaffener Asteroid und zeitweilig sein Hauptquartier
- Genosha, eine Insel nahe Madagaskar und längere Zeit ein Apartheid-Regime gegen Mutanten
- Madripur, eine Insel nahe Singapur, in der Korruption und Schmuggel blühen
- Muir Island, eine Insel vor Schottland, Labor von Moira MacTaggert
- Mutant Town, ein heruntergekommenes Mutantenghetto in Manhattan
- Savage Land (das Wilde Land), ein in der Antarktis verborgenes Urzeitparadies voller Dinosaurier

## Preise und Auszeichnungen
- 5× Comic Book Buyer’s Award für den besten Autor: Chris Claremont (1983, 1984, 1988, 1989, 1990, jeweils für Uncanny X-Men)
- Eisner Award (2005) für den besten Autor: Brian K. Vaughan (u. a. für Ultimate X-Men)
- Eisner Award (2005) für den besten Zeichner: John Cassaday (u. a. für Astonishing X-Men)
- Eisner Award (2005) für den besten Koloristen: Dave Stewart (u. a. für Astonishing X-Men)
- Eisner Award (2006) für den besten Zeichner: John Cassaday (u. a. für Astonishing X-Men)
- Eisner Award (2006) für die beste Comicserie: Astonishing X-Men von Joss Whedon und John Cassaday
- Eintrag im Guinness-Buch der Rekorde für X-Men #1 (1992) für umsatzstärkstes Einzelcomic (Autor: Chris Claremont, Zeichner: Jim Lee)[11]

## Fernsehserien
Es gibt sechs X-Men-Zeichentrickserien und zwei Fernsehserien als Realverfilmung:
- X-Men (1992–1997)
- X-Men: Es geht weiter (Originaltitel: X-Men: Evolution; 2000–2003) – diese Serie spielt zu Jugendzeiten einer Alternativversion der X-Men
- Wolverine and the X-Men (2008) – düsterer als die Vorgänger
- Marvel Anime: X-Men (2011) – in Kooperation mit dem japanischen Animationsstudio Madhouse entstanden, spielt zu weiten Teilen in Japan
- Marvel Anime: Wolverine (2011) – weitere Koproduktion mit Madhouse, Handlung ebenfalls in Japan
- X-Men ’97 (2024)
- Legion – Realverfilmung aus dem Jahr 2017
- The Gifted – Realverfilmung aus dem Jahr 2017

## Videospiele
Das erste X-Men-Spiel erschien im Jahr 1989 auf dem Nintendo Entertainment System und wurde von dem US-amerikanischen Unternehmen Acclaim Entertainment vertrieben. Dem Spieler standen sechs X-Men-Charaktere (Wolverine, Cyclops, Storm, Colossus, Nightcrawler, Iceman) zur Auswahl. Jeder dieser Charaktere bot verschiedene Angriffsmöglichkeiten, die geschickt in den Levels benutzt werden mussten. Im selben Jahr erschien das Adventure X-Men: Madness in Murderworld für die Systeme C64, PC und Amiga.
1992–1994 kam das Actionspiel Spider-Man – X-Men: Arcade’s Revenge für das Super Nintendo und das Sega Mega Drive auf den nordamerikanischen und europäischen Markt. Das Spiel teilt sich in verschiedene Levels auf, die mit einem Charakter bewältigt werden müssen. Bis 1995 erschienen fünf weitere X-Men-Spiele für die Konsolen.
Im Jahr 1997 erschien das Beat ’em up X-Men: Children of the Atom für die PlayStation, den PC und den Sega Saturn. Dies war das erste Spiel, das von Capcom vertrieben wurde und Marvel Charaktere bot. Das Spielprinzip orientiert sich an der Street-Fighter-Reihe und ist auch mit einem weiteren Spieler spielbar. In dem Beat ’em up X-Men vs. Street Fighter von dem Publisher Capcom musste der Spieler Charaktere der Street Fighter und X-Men-Reihe miteinander antreten lassen. X-Men vs. Street Fighter war der erste Teil der späteren Marvel vs. Capcom-Reihe. Bis 2000 erschien nur noch der Shooter X-Men: The Ravages of Apocalypse für den PC.
Im Jahr 2000 kaufte sich der US-amerikanische Verleger Activision die Rechte an der X-Men-Serie. Am 26. September 2001 erschien mit X-Men: Reign of Apocalypse für den Game Boy Advance ein weiteres X-Men-Videospiel. Im Laufe des Spieles werden verschiedene X-Men-Charaktere (u. a. Wolverine und Cyclops) freigeschaltet. Zudem bietet das Spiel unterschiedliche Mehrspieler-Modi (Capture the Flag, Deathmatch), in denen man mit bis zu drei weiteren Spielern antreten kann.
Das Actionspiel X2: Wolverine’s Revenge von Raven Software war eine Videospiel-Umsetzung zu X2 und erschien am 1. Mai 2003 für die Xbox, PlayStation 2, den GameCube und Game Boy Advance. Am 24. September 2004 erschien das Action-Rollenspiel X-Men Legends für die Xbox, PlayStation 2 und den GameCube. In dem Spiel muss der Spieler aus der Vogelperspektive einen X-Men-Charakter steuern und gegen Kreaturen kämpfen. Das Spiel ähnelt der Baldur’s-Gate-Dark-Alliance-Reihe, da man während der Kämpfe Erfahrungspunkte erhält und seinen Charakter aufleveln kann. Zudem kann man auch im Multiplayer-Modus mit weiteren Spielern gegen Kreaturen und Endgegner kämpfen.
Am 19. Oktober 2005 erschien der Nachfolger X-Men Legends 2 für die Xbox, PlayStation 2 und den GameCube. Das Spielprinzip blieb, bis auf einige wenige Neuerungen, gleich.
Im Mai 2006 erschien die Videospielumsetzung „X-Men: The Official Movie Game“ für den PC, die PlayStation 2, Xbox und den GameCube. Das Spiel beschreibt den Zeitraum zwischen den Geschehnissen aus X-Men 2 und X-Men 3 und birgt so auch einige im Film nicht erwähnte Nebeninformationen in sich.
Ende 2006 erschien das Plattform übergreifende Marvel Ultimate Alliance. Das Spiel enthält neben Helden aus dem Marvel-Universum auch X-Men.
| Titel                                      | Erscheinungsjahr | Plattform/-en                                       | Verleger              |
| ------------------------------------------ | ---------------- | --------------------------------------------------- | --------------------- |
| X-Men                                      | 1989             | NES                                                 | Acclaim Entertainment |
| X-Men: Madness in Murderworld              | 1989             | C64, PC, Amiga                                      |                       |
| Spider-Man and the X-Men: Arcade’s Revenge | 1992             | Game Boy, Game Gear, Sega Mega Drive, SNES          | Acclaim               |
| X-Men Arcade Game                          | 1992             | Arcade-Spiel                                        | Konami                |
| X-Men                                      | 1993             | Game Gear, Sega Mega Drive                          | Sega                  |
| X-Men 2: Game Master’s Legacy              | 1995             | Game Gear                                           | Sega                  |
| X-Men 2: Clone Wars                        | 1995             | Sega Mega Drive                                     | Sega                  |
| X-Men: Mutant Apocalypse                   | 1995             | SNES                                                | Capcom                |
| Marvel Super-Heroes                        | 1995             | Arcade-Spiel, PlayStation, Sega Saturn              | Capcom                |
| X-Men vs. Street Fighter                   | 1996             | Arcade-Spiel, PlayStation, Sega Saturn              | Capcom                |
| X-Men 3: Mojo World                        | 1996             | Game Gear, Master System                            | Sega                  |
| X-Men: Children of the Atom                | 1997             | Arcade-Spiel, PlayStation, Sega Saturn, PC          | Capcom                |
| X-Men: The Ravages of Apocalypse           | 1997             | PC                                                  |                       |
| X-Men: Mutant Academy                      | 2000             | PlayStation, Game Boy Color                         | Activision            |
| X-Men: Mutant Wars                         | 2000             | PlayStation, Game Boy Color                         | Activision            |
| X-Men: Wolverine’s Rage                    | 2001             | Game Boy Color                                      | Activision            |
| X-Men: Mutant Academy 2                    | 2001             | PlayStation                                         | Activision            |
| X-Men: Reign of Apocalypse                 | 2001             | Game Boy Advance                                    | Activision            |
| X-Men: Next Dimension                      | 2002             | PlayStation 2, Xbox, GameCube                       | Activision            |
| X2: Wolverine’s Revenge                    | 2003             | PS2, GameCube, Xbox, Game Boy Advance, PC           | Activision            |
| X-Men Legends                              | 2004             | PS2, GameCube, Xbox, N-Gage                         | Activision            |
| X-Men Legends 2                            | 2005             | PS2, GameCube, PSP, PC                              | Activision            |
| X-Men: The Official Movie Game             | 2006             | Xbox 360, PS2, GameCube, Xbox, PC, Nintendo DS      | Activision            |
| Marvel Ultimate Alliance                   | 2006             | PS2, PS3, Xbox, Xbox 360, PC, Game Boy Advance, Wii | Activision            |
| X-Men Origins: Wolverine                   | 2009             | PS2, PS3, PSP, X360, Wii, PC, DS                    | Raven Software        |
| Marvel Ultimate Alliance 2                 | 2009             | PS2, PS3, PSP, X360, Wii, DS                        | Activision            |
| X-Men Destiny                              | 2011             | PS3, X360, Wii, DS                                  | Activision            |
| Deadpool                                   | 2013             | PS3, X360, PC                                       | Activision            |